# Gare de Neerpelt
La gare de Neerpelt (en néerlandais : station Neerpelt) est une gare ferroviaire belge de la ligne 19, d'Anvers à Budel (Pays-Bas) et de la ligne 18, de Winterslag à Eindhoven (Pays-Bas) située à Neerpelt, sur la commune de Pelt dans la province de Limbourg en Région flamande.
C'est une gare de la Société nationale des chemins de fer belges (SNCB) desservie par des trains InterCity (IC) d'Heure de pointe (P) (et Touristiques (T) durant les vacances d'été).

## Situation ferroviaire
Établie à 41 m d'altitude, la gare de Neerpelt est située au point kilométrique (PK) 33.6 de la ligne 18, de Winterslag à Achel (frontière), entre les gares d'Eksel et d'Achel ; cette ligne et son prolongement vers Eindhoven sont entièrement fermées et démontées. Neerpelt constitue également le PK 22,8 de la ligne 19, de Mol à Hamont, entre les gares ouvertes d'Overpelt et de Hamont ; la gare fermée de Sint-Huibrechts-Lille se trouvait entre Neerpelt et Hamont.

## Histoire
La station de Neerpelt est mise en service par la Compagnie du chemin de fer Liégeois-Limbourgeois lorsqu'elle inaugure la ligne de Hasselt à Eindhoven le 20 juillet 1866,.
Neerpelt devient une gare de bifurcation le 2 juin 1879 lorsque le Grand Central Belge met en service la section de Mol à la frontière entre l'Allemagne et les Pays-Bas de son chemin de fer dit « Rhin d'acier » connectant Anvers à München-Gladbach (actuellement Mönchengladbach). Tous les travaux d'agrandissement et d'aménagement sont faits par le Grand Central. Le bâtiment du Liégeois-Limbourgeois étant trop petit, il est remplacé par une grande gare de type standard du Grand Central Belge mais l'alignement de la ligne 18 est conservé, imposant à la ligne du Grand Central deux courbes de près de 90°.
Le Liégeois-Limbourgeois et le Grand Central Belge sont respectivement rachetés par l’État belge en 1896 et 1897. Le rachat du Grand Central devient effectif le 1er janvier 1898.
Le trafic des trains de voyageurs entre Neerpelt et la gare d'Achel, sur la ligne 18 vers Eindhoven, n'est pas réinstauré à l'issue de la Deuxième Guerre mondiale. Les trains de voyageurs sur la ligne 18 entre Mol et Neerpelt sont supprimés à partir du 4 septembre 1953 ; entre Neerpelt et Hamont, un seul aller-retour de trains est exploité jusqu'au 2 juin 1957. C'est également ce 2 juin que sont supprimés les trains de voyageurs sur la ligne 18 entre Houthalen et Neerpelt. À l'issue de ces fermetures, la gare de Neerpelt n'a plus le moindre train de voyageurs.
La SNCB rouvre aux voyageurs la ligne entre Mol et Neerpelt le 28 mai 1978.
La ligne de Neerpelt à Eindhoven ferme aux marchandises en 1973 ; les rails sont démantelés en 1985, année où le trafic des marchandises est supprimé sur la ligne 18 entre Neerpelt et Houthalen ; les rails ne sont pas démontés car un camp militaire continue à être desservi sporadiquement jusqu'en 1996. La voie est retirée en 1999.
En 2014, la SNCB prolonge les trains desservant Neerpelt jusqu'à Hamont. La ligne est électrifiée en 2021.

## Service des voyageurs

### Accueil
Gare SNCB, elle dispose d'un bâtiment munis de guichets, accessibles durant les jours ouvrables, et d'un automate pour la vente des billets. Un parking pour les voitures et les vélos se trouve à proximité.
Les quais rehaussés sont pavés et accessibles par un tunnel sous voies.

### Desserte
Neerpelt est desservie par des trains InterCity (IC) d'Heure de pointe (P) et Touristiques (T) de la SNCB circulant sur la ligne commerciale 15 : Anvers - Lierre - Mol - Hasselt (voir brochure SNCB de la ligne 15).
La desserte est constituée de trains IC-10 reliant Anvers-Central à Hamont via Mol, toutes les heures (en semaine comme le week-end).
Les jours de semaine se rajoute un unique train P de Neerpelt à Malines et Bruxelles-Midi, le matin, effectuant le trajet retour l'après-midi.
Le dimanche, en période scolaire, il existe quatre trains supplémentaires l'après-midi : deux reliant Hamont à Heverlee (près de Louvain) et deux autres reliant Hamont à Mol.
Durant les vacances d'été, un train T également appelé "côte express" relie sept jours sur sept Neerpelt à Blankenberge, le matin, et effectue le trajet inverse en fin d'après-midi. Il permet également d'atteindre Malines, Termonde, Gand et Bruges.

## Comptage voyageurs
Ce graphique et tableau montre le nombre de voyageurs embarquant en moyenne durant la semaine, le samedi et le dimanche.
| Nombre de passagers qui embarquent à la gare de Neerpelt | Nombre de passagers qui embarquent à la gare de Neerpelt | Nombre de passagers qui embarquent à la gare de Neerpelt | Nombre de passagers qui embarquent à la gare de Neerpelt |
|                                                          | Semaine                                                  | Samedi                                                   | Dimanche                                                 |
| -------------------------------------------------------- | -------------------------------------------------------- | -------------------------------------------------------- | -------------------------------------------------------- |
| 1977                                                     | -                                                        | -                                                        | -                                                        |
| 1978                                                     | 104                                                      | 31                                                       | 93                                                       |
| 1979                                                     | 173                                                      | 54                                                       | 104                                                      |
| 1980                                                     | 202                                                      | 72                                                       | 220                                                      |
| 1981                                                     | 209                                                      | 80                                                       | 235                                                      |
| 1982                                                     | 280                                                      | 90                                                       | 246                                                      |
| 1983                                                     | 242                                                      | 118                                                      | 310                                                      |
| 1984                                                     | 270                                                      | 117                                                      | 225                                                      |
| 1985                                                     | 268                                                      | 134                                                      | 224                                                      |
| 1986                                                     | 260                                                      | 131                                                      | 252                                                      |
| 1987                                                     | 255                                                      | 133                                                      | 298                                                      |
| 1988                                                     | 345                                                      | 131                                                      | 310                                                      |
| 1989                                                     | 301                                                      | 152                                                      | 214                                                      |
| 1990                                                     | 285                                                      | 169                                                      | 389                                                      |
| 1991                                                     | 322                                                      | 240                                                      | 362                                                      |
| 1992                                                     | 317                                                      | 185                                                      | 429                                                      |
| 1993                                                     | 365                                                      | 233                                                      | 366                                                      |
| 1994                                                     | 610                                                      | 349                                                      | 536                                                      |
| 1995                                                     | 392                                                      | 218                                                      | 529                                                      |
| 1996                                                     | 370                                                      | 230                                                      | 500                                                      |
| 1997                                                     | 415                                                      | 340                                                      | 497                                                      |
| 1998                                                     | 568                                                      | 586                                                      | 618                                                      |
| 1999                                                     | 366                                                      | 246                                                      | 407                                                      |
| 2000                                                     | 331                                                      | 266                                                      | 400                                                      |
| 2001                                                     | 298                                                      | 256                                                      | 398                                                      |
| 2002                                                     | 366                                                      | 286                                                      | 518                                                      |
| 2003                                                     | 399                                                      | 284                                                      | 422                                                      |
| 2004                                                     | 388                                                      | 250                                                      | 496                                                      |
| 2005                                                     | 511                                                      | 344                                                      | 426                                                      |
| 2006                                                     | 592                                                      | 308                                                      | 508                                                      |
| 2007                                                     | 563                                                      | 332                                                      | 671                                                      |
| 2008                                                     | -                                                        | -                                                        | -                                                        |
| 2009                                                     | 564                                                      | 451                                                      | 566                                                      |
| 2010                                                     | -                                                        | -                                                        | -                                                        |
| 2011                                                     | -                                                        | -                                                        | -                                                        |
| 2012                                                     | 687                                                      | 332                                                      | 615                                                      |
| 2013                                                     | 679                                                      | 145                                                      | 435                                                      |
| 2014                                                     | 480                                                      | 330                                                      | 517                                                      |
| 2015                                                     | 437                                                      | 225                                                      | 447                                                      |
| 2016                                                     | 390                                                      | 235                                                      | 346                                                      |
| 2017                                                     | 400                                                      | 273                                                      | 314                                                      |
| 2018                                                     | 430                                                      | 210                                                      | 427                                                      |
| 2019                                                     | 344                                                      | 103                                                      | 266                                                      |
| 2020                                                     | 232                                                      | 72                                                       | 200                                                      |
| 2021                                                     | -                                                        | -                                                        | -                                                        |
| 2022                                                     | 348                                                      | 223                                                      | 350                                                      |
| 2023                                                     | 386                                                      | 159                                                      | 231                                                      |
| 2024                                                     | 303                                                      | 223                                                      | 280                                                      |

## Patrimoine ferroviaire
Construit par le Grand Central belge, le bâtiment de la gare, datant de 1878, existe toujours et est en activité. Il dispose du statut de monument protégé depuis 1997 ; ce statut protège aussi les deux cabines de signalisation Saxby, dont il ne reste qu’une poignée en Belgique. Le bâtiment de la gare de Mol, démoli en 2010, ressemblait beaucoup à la gare de Neerpelt, mais était plus court.
Ce vaste bâtiment est dû à la compagnie du Grand Central Belge qui mit au point un modèle de gare standard. Au moins 15 de ces gares furent construites, notamment à Mol, Hamont ou encore Jamioulx et Ham-sur-Heure. 
Il s'agit d'un long bâtiment sans étage comprenant entre 8 et 26 travées selon les besoins (la gare de Neerpelt en comporte 15) sous bâtière longitudinale qui se verra parfois gratifié d'un second étage de trois travées sous toiture à croupes servant de logement de fonction (c'est le cas à Neerpelt, qui reçoit une partie à étage en 1901).
Le pignon est recouvert de rampants de pierre et il existe des motifs en ferronnerie sur les crossettes et le pinacle ainsi qu’un oculus largement dimensionné et entouré de pierre surplombe un bandeau de pierre sous lequel se prolonge le fronton des parois longitudinales. Ce fronton est décoré d'une frise en briques munie d'arceaux et chaque travée des parois longitudinales est bordée par un lésène de brique aux motif de bande lombarde caractéristique du Grand Central Belge. Un cordon de pierre court au niveau des seuils des fenêtres du rez-de-chaussée. Les arcs bombés des ouvertures (qui sont toutes des portes sauf au niveau du logement de fonction qui se trouve à une extrémité) sont surmontés d'une clé en pierre et il existe des pilastres d'angle en brique à bossages de pierre. La façade est recouverte côté rue, de peinture jaune et blanche avec un soubassement vert bouteille.

Galerie de photographies
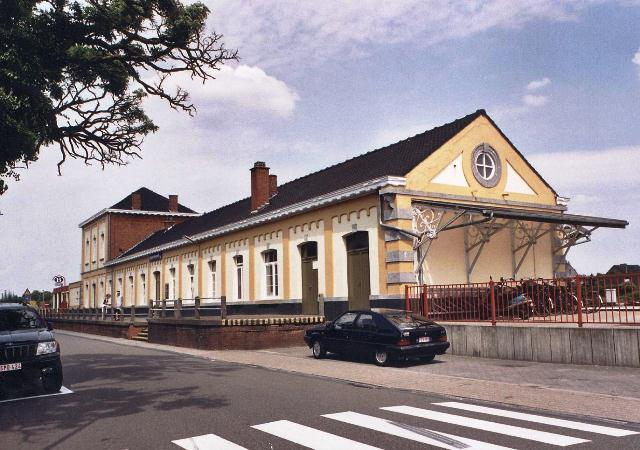
Bâtiment de la gare.
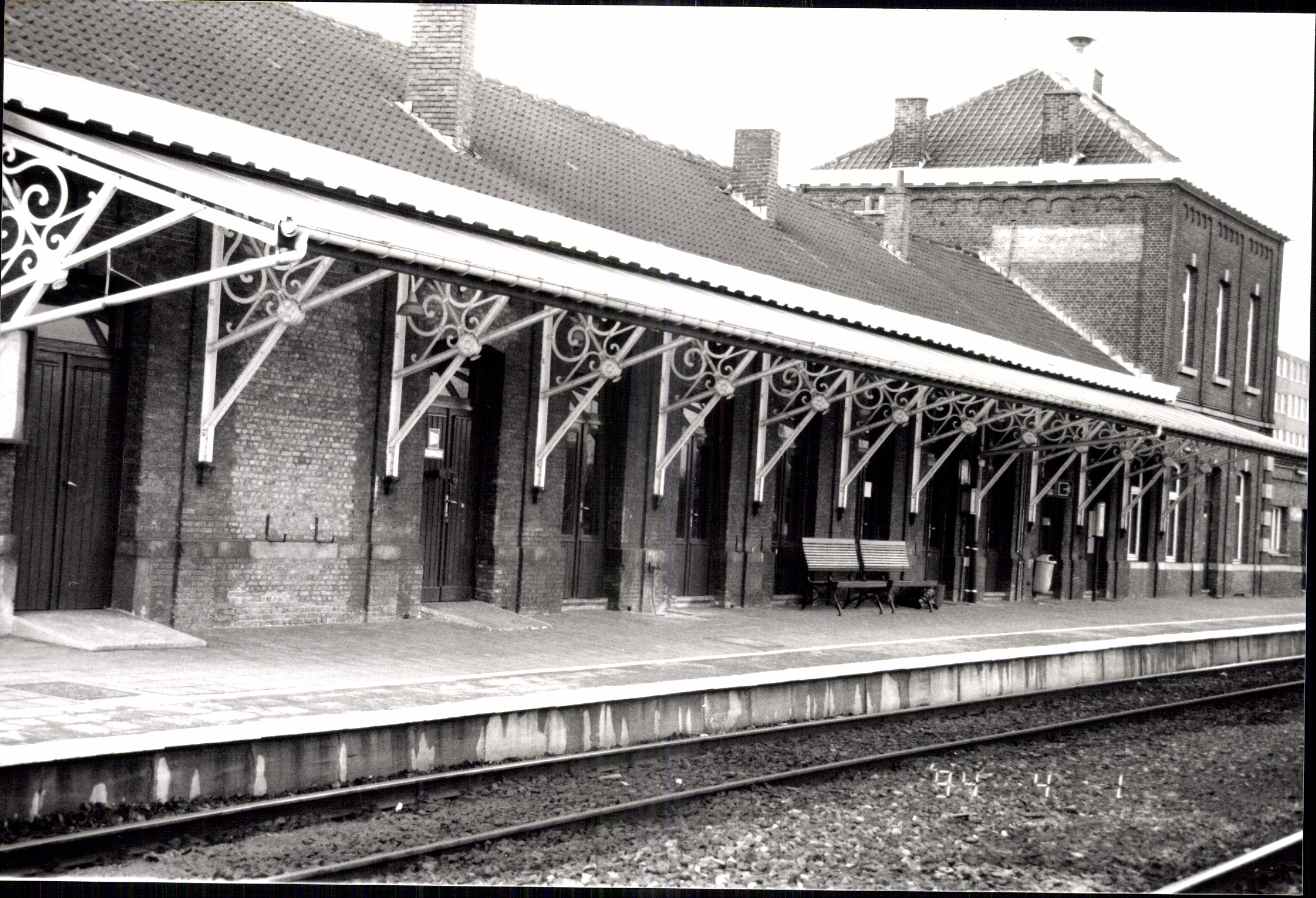
Marquise de quai.
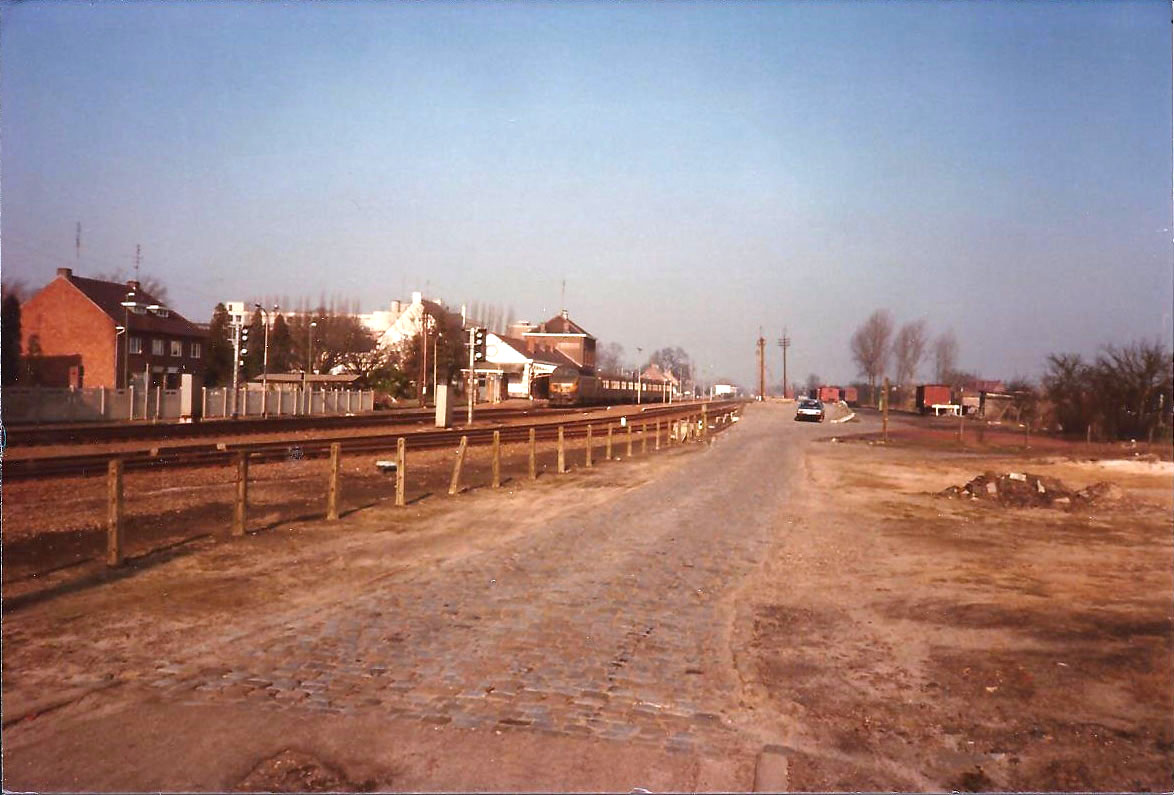
La gare de Neerpelt, juste après sa réouverture aux voyageurs (1978).
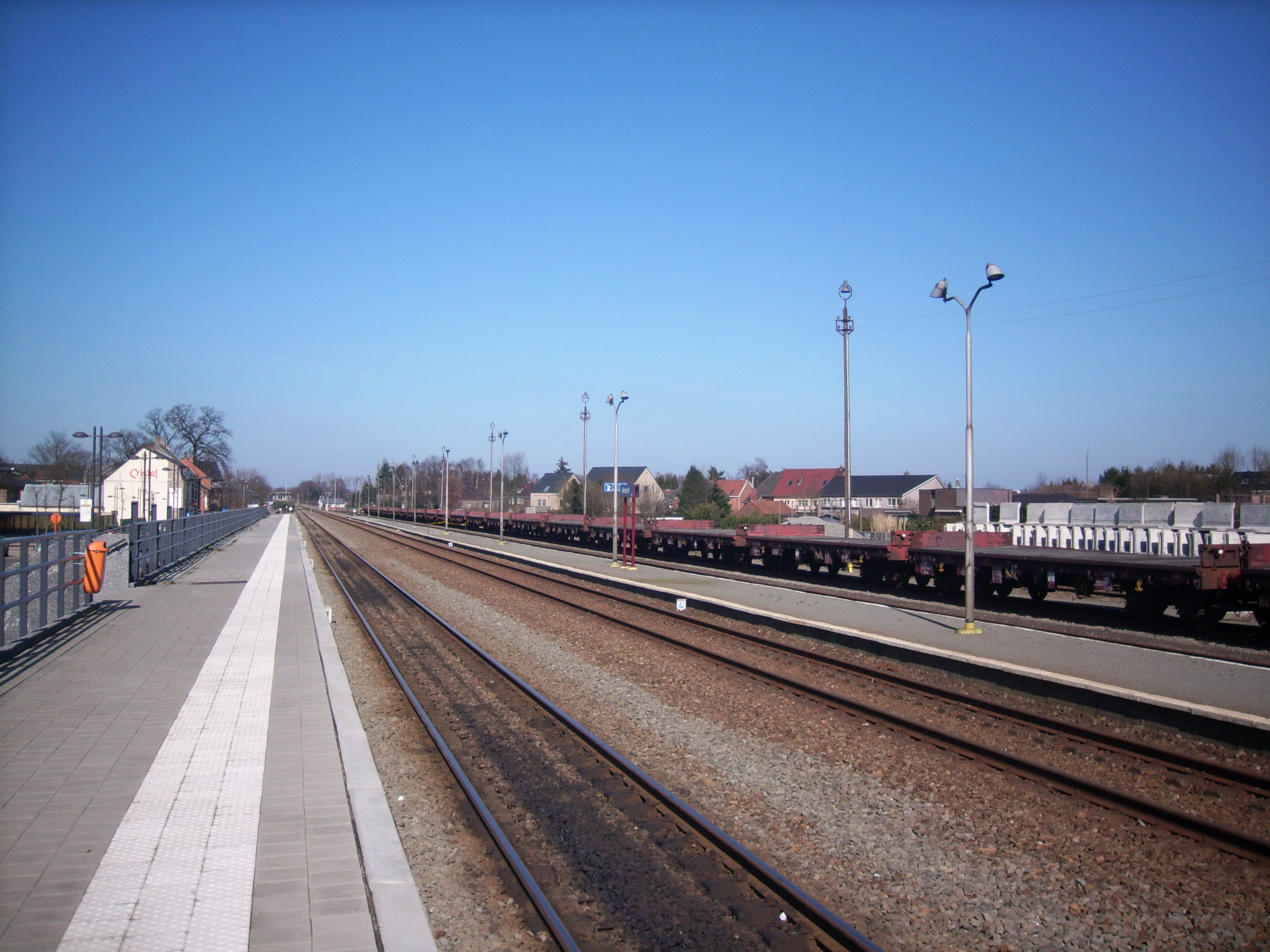
Le quai central, en gravier, qui a depuis été rehaussé et élargi.
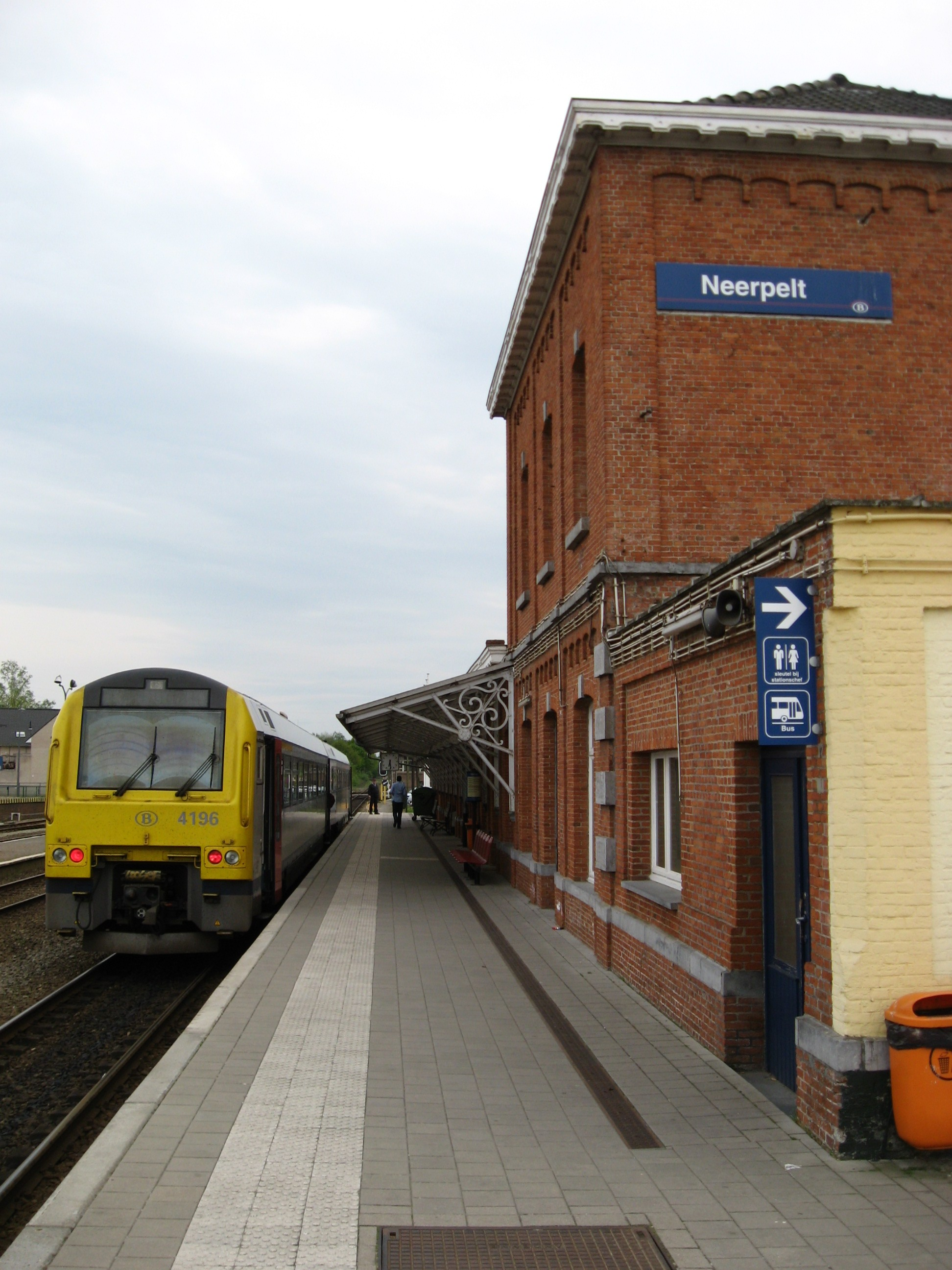
Train à quai et bâtiment.
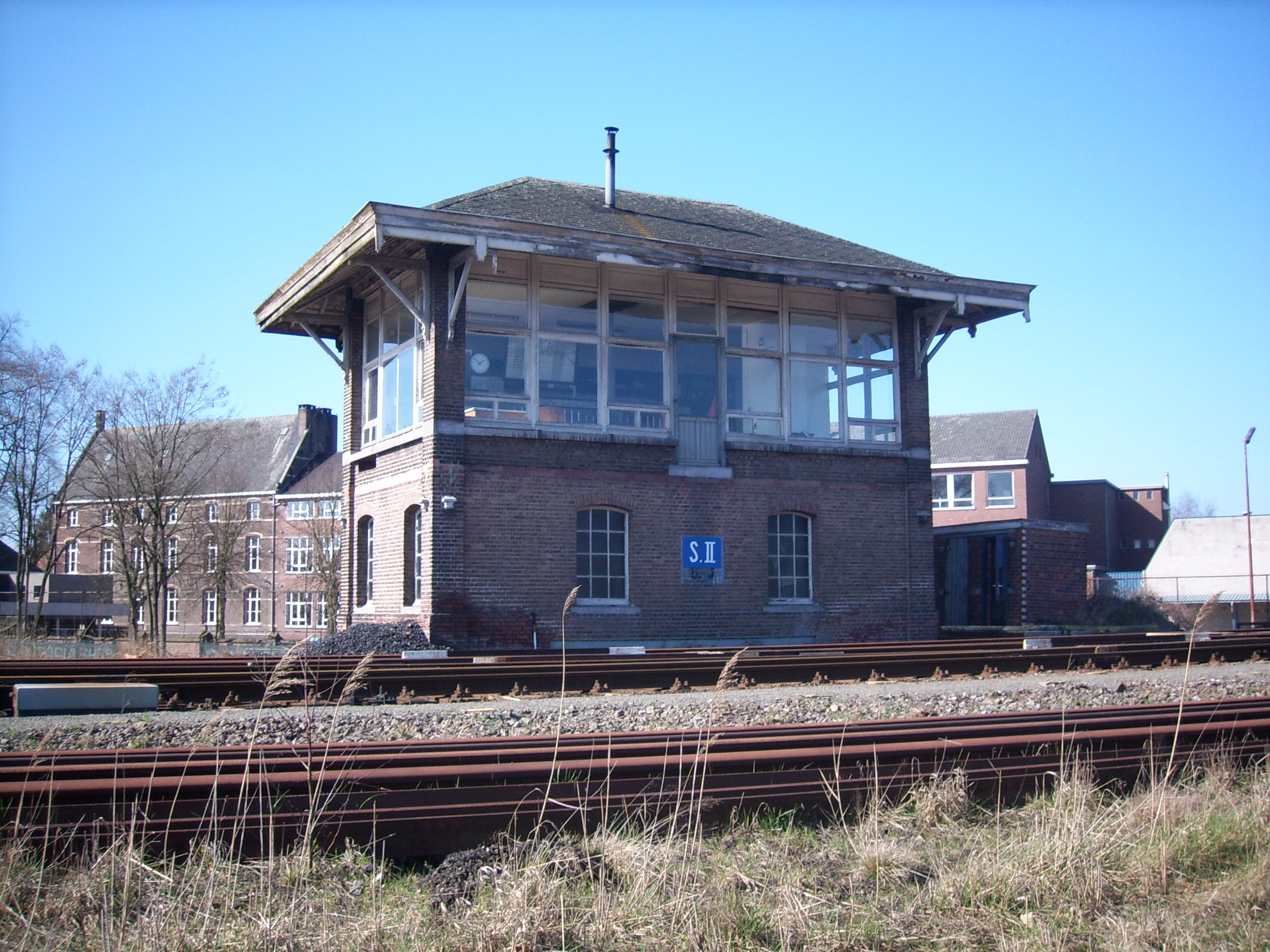
Une des deux cabines de signalisation désaffectées. Malgré les travaux importants, elle n'ont pas été démolies.
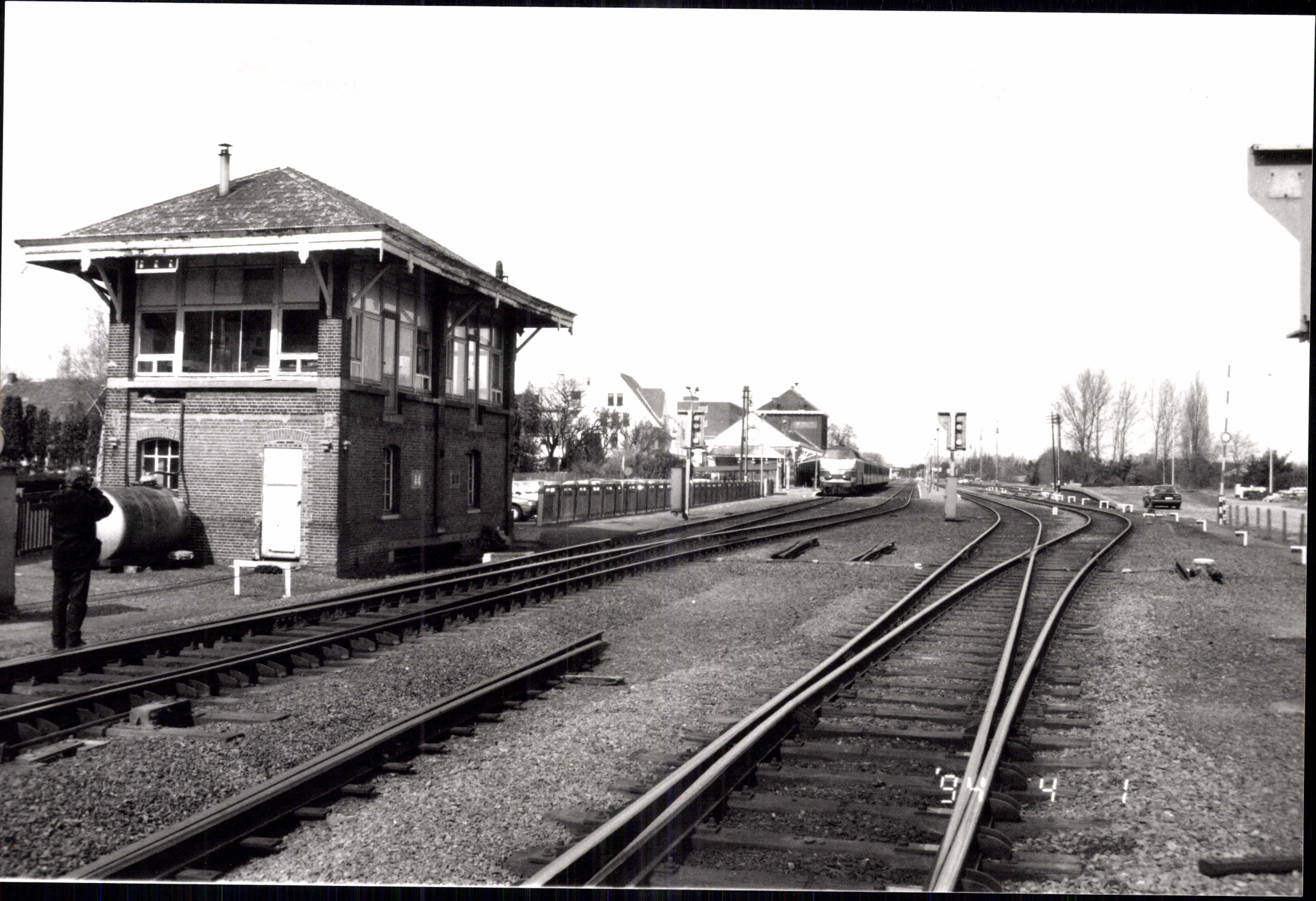
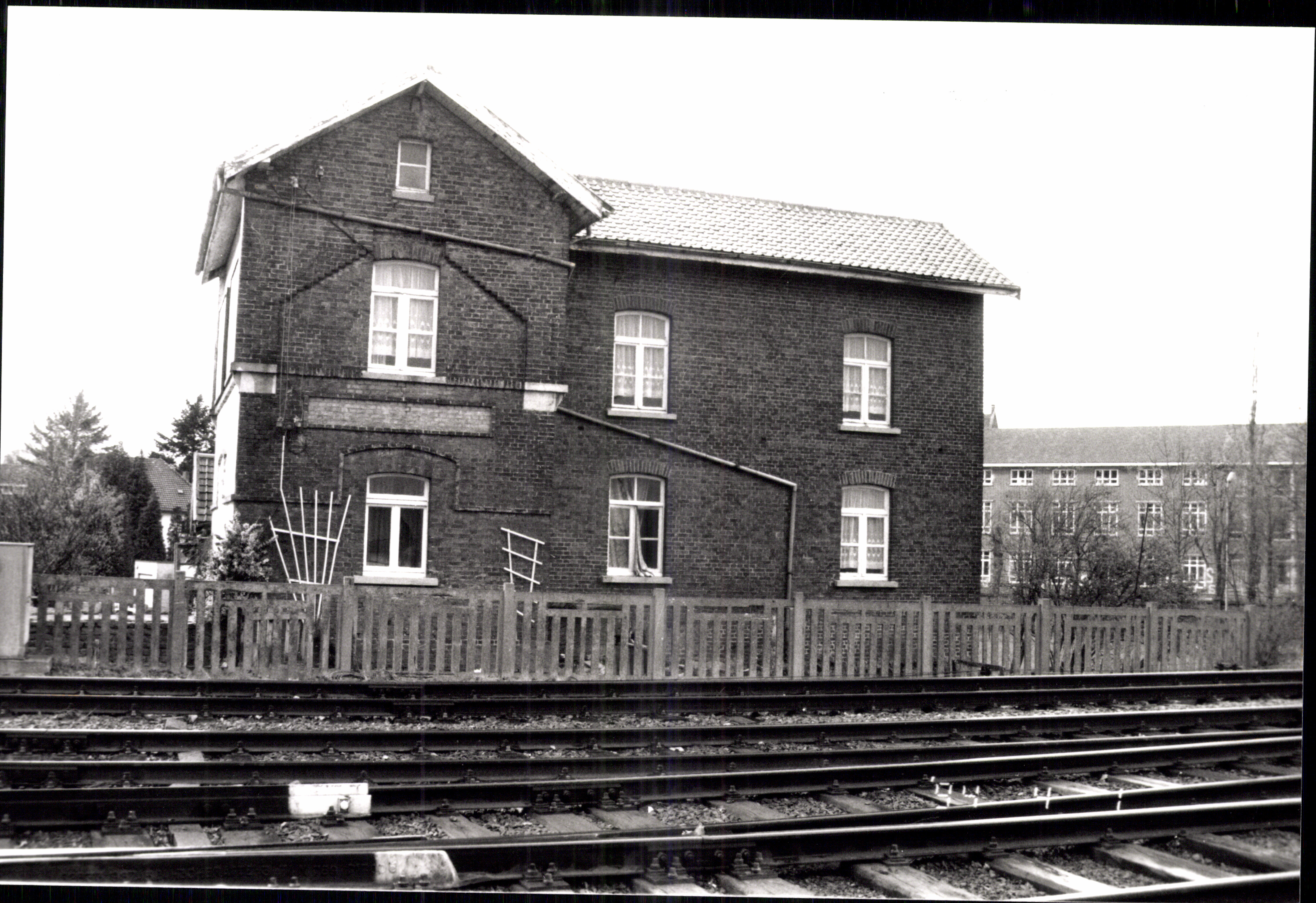
Bâtiment de service.